# Earl Bellamy
Earl Arthur Bellamy (Minneapolis, 11 marzo 1917 – Albuquerque, 30 novembre 2003) è stato un regista statunitense, attivo sia per il cinema che per la televisione dagli anni '50 ai primi anni '90.

## Filmografia parziale

### Cinema
- La rivolta dei seminole (Seminole Uprising) (1955)
- Il Robin Hood del Rio Grande (Blackjack Ketchum, Desperado) (1956)
- I fuorilegge di Tombstone (The Toughest Gun in Tombstone) (1958)
- Un leone nel mio letto (Fluffy) (1965)
- Pistole roventi (Gunpoint) (1966)
- La dolce vita... non piace ai mostri (Munster, Go Home!) (1966)
- Massacro a Phantom Hill (Incident at Phantom Hill) (1966)
- Three Guns for Texas (1968)
- Sidecar Racers (1975)
- I giorni roventi del poliziotto Buford (Walking Tall Part 2) (1975)
- Against a Crooked Sky (1975)
- Speed Interceptor III (Speedtrap) (1977)
- Magnum Thrust (1981)

### Televisione
- Jungle Jim (1955)
- Le avventure di Rin Tin Tin (The Adventures of Rin Tin Tin) (1955-1956)
- Il cavaliere solitario (The Lone Ranger) (1956-1957)
- Il sergente Preston (Sergeant Preston of the Yukon) (1957-1958)
- Tales of Wells Fargo (1957-1959)
- Lassie (1959-1960)
- Bachelor Father (1959-1962)
- The Andy Griffith Show (1963-1964)
- Un equipaggio tutto matto (McHale's Navy) (1964-1965)
- I mostri (The Munsters) (1964-1965)
- Il virginiano (The Virginian) (1962-1966)
- Get Smart - Un detective tutto da ridere (Get Smart) (1967)
- Le spie (I Spy) (1966-1968)
- L'orso Ben (Gentle Ben) (1968-1969)
- La mano della vendetta (The Desperate Mission) (1969)
- Mod Squad, i ragazzi di Greer (The Mod Squad) (1968-1971)
- Medical Center (1969-1976)
- Io e i miei tre figli (My Three Sons) (1971-1972)
- Starsky & Hutch (1976-1979)
- Inondazione (Flood!) (1976)
- Fantasilandia (Fantasy Island) (1978-1980)
- Cuore e batticuore (Hart to Hart) (1980-1984)
- Trapper John (Trapper John, M.D.) (1982-1985)